# Валиев, Гайфулла Хамитович
Гайфулла Хамитович Валиев (баш. Ғәйфулла Хәмит улы Вәлиев) — башкирский писатель и журналист. Член Союза журналистов (1957) и Союза писателей Башкирской АССР (1978). Заслуженный работник культуры Башкирской АССР (1980).

## Биография
Валиев Гайфулла Хамитович родился 6 ноября 1930 года в деревне Имянник Красноусольского района Башкирской АССР.
Принимал участие в строительстве Стерлитамакского содового завода. Окончил вечернюю семилетнюю школу. Был избран секретарём комсомольской организации треста «Башстрой». После окончания Уфимского лесного техникума, работал на предприятиях лесной отрасли.
В 1957—1958 гг. являлся литературным сотрудником газеты «Совет Башкортостаны».
В 1963 году окончил Ленинградскую высшую партийную школу. С 1963 года работал в журнале «Хэнэк».
В 1964—1965 гг. был редактором, а с 1968 года — главным редактором Государственного комитета по телевидению и радиовещанию при Совете Министров Башкирской АССР.
В 1965—1968 гг. являлся секретарём Кугарчинского районного комитета КПСС.

## Творческая деятельность
В 1974 году в Башкирском книжном издательстве была издана первая книга писателя под названием «Торналар төйәге» («Журавлиный край»). Для работ творчества Гайфуллы Валиева свойственны увлекательность и оригинальность сюжетов, эмоциональная насыщенность. Главными персонажами книг «Өстамаҡ» (1978; «На крутояре») и «Әсәйем фатихаһы» (1981; «Благословение матери») являются честные, трудолюбивые и верные традициям предков люди.
Гайфулла Валиев создает пьесы «Хыял кошом» («Птица счастья») и «Старый мост», работает над радиопостановками. Пьеса «Хыял кошом» («Птица счастья») была поставлена в Салаватском драматическом театре.

## Книги
- Бөҙрә тирәктәр: повестар һәм хикәйәләр. Өфө, 2002.

## Память
В честь писателя названа одна из улиц деревни Имянник.
А так же средняя образовательная школа в деревне Юзимян